# (5024) Bechmann
Pour les articles homonymes, voir Bechmann.
(5024) Bechmann est un astéroïde de la ceinture principale.

## Description
(5024) Bechmann est un astéroïde de la ceinture principale. Il fut découvert le 14 novembre 1985 à Brorfelde par Poul Jensen. Il présente une orbite caractérisée par un demi-grand axe de 3,22 UA, une excentricité de 0,05 et une inclinaison de 14,6° par rapport à l'écliptique.

## Compléments